# Pericús

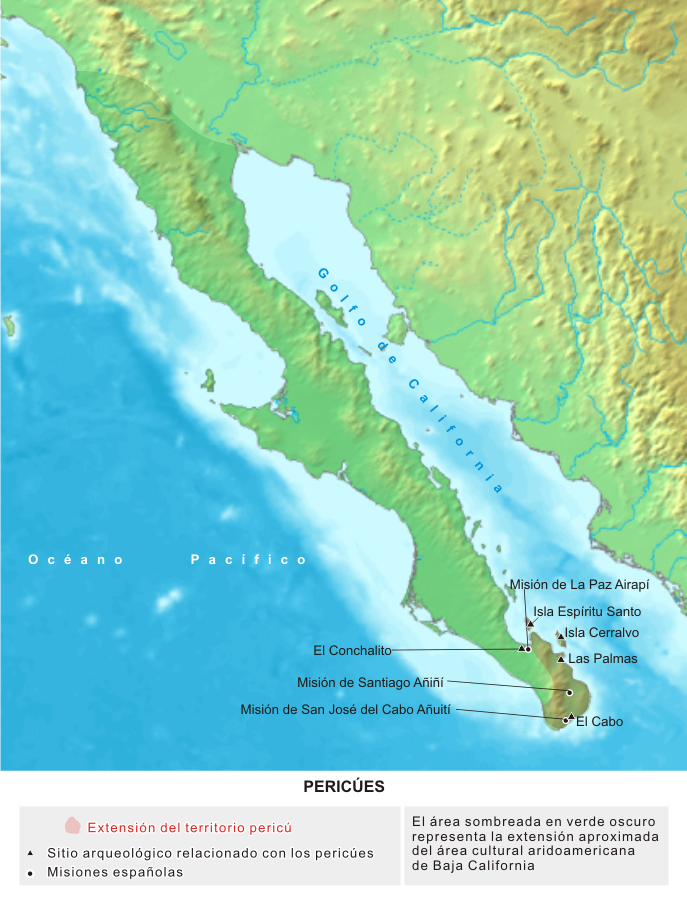
Localització del territori pericú.

Els pericús —coneguts també com a edús i cores— van ser un grup ètnic que va habitar a l'extrem sud de la península de Baixa Califòrnia —a la regió de Los Cabos—, al nord-oest de Mèxic. Els pericús es van extingir ètnicament i lingüísticament durant la segona meitat del segle xviii. Pels informes que n'han arribat, se sap que vivien amb gran austeritat a causa que el medi del sud de Baixa Califòrnia és molt hostil. No coneixien l'agricultura i la base de la seva subsistència era la caça i la recol·lecció. Segons algunes hipòtesis (Fujita, 2006), és possible que els pericús fossin descendents directes dels primers grups humans que van passar d'Àsia a Amèrica.

## Territori
La punta sud de la península californiana, des de Cap San Lucas fins al Cap Pulmo, juntament amb les grans illes del sud del golf de Califòrnia —com Cerralvo, Espíritu Santo, Partida i San José— han estat reconegudes com el territori ètnic dels extints pericús. William C. Massey (1949) pensava que la porció oriental de Los Cabos, incloses la badia de Las Palmas i la badia Ventana, van ser ocupades pels guaicures coneguts com a cora —no confondre amb els cores de Nayarit. En recerques més recents, s'ha trobat que l'evidència etnohistòrica apunta al fet que els cora en realitat eren un grup de filiació -o fins i tot, sinònim de- pericú (Laylander 1997).
L'estatus de la regió de La Paz és incert. Massey l'assignava a grups guaicures, ja fossin els cores o els aripes. W. Michael Mathes (1975) argumentava que La Paz va haver de ser ocupada pels pericús durant els segles xvi i XVII, però que posteriorment foren reemplaçats pels guaicures, al voltant dels anys 1668 i 1720. Una interpretació alternativa és que La Paz (anomenada Airapí pels indígenes) va ser un territori que es trobava en disputa pels pericús i els guaicures a l'època en què van arribar els espanyols a la regió.

## Idioma

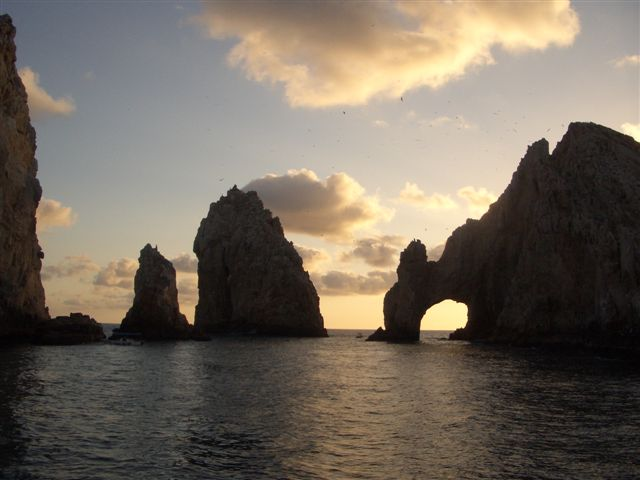
La regió de Los Cabos (extrem sud de la península de Califòrnia) va ser l'àmbit on es va habitar el poble pericú fins a la seva extinció al. En la imatge, l'arc de Cap San Lucas, lloc que en la llengua dels indígenes era conegut com Yenecamú.

L'evidència relacionada amb l'idioma pericú és molt limitada, i està integrada per unes poques paraules registrades pels missioners i al voltant d'una dotzena de noms que designen altres localitats de Baixa Califòrnia Sud (León-Portilla 1976;  Arxivat 2002-07-16 at Archive.is). Els missioners jesuïtes van reconèixer que el pericú era un idioma diferent del guaicura. William C. Massey (1949) suggeria que el pericú i el guaicura constituïen una família lingüística que va anomenar guaicuriana, però, pel que sembla, aquesta afinitat es va plantejar només en base a la proximitat geogràfica.

## Història

### Història precolombina
El registre arqueològic al territori pericú s'estén des dels principis de l'Holocè, fa prop de deu mil anys, i persisteix fins al Plistocè tardà (Fujita 2006). Els distintius cranis hiperdolicefàlics (caps allargats) trobats en alguns enterraments de la regió dels Cabos suggereix a alguns experts que els ancestres dels pericús van ser migrants trans-pacífics o romanents d'alguns dels primers colons d'Amèrica. (González-José et al., 2003; Rivet, 1909). Els emblemàtics enterraments del Complex Las Palmas, que es relacionen amb enterraments secundaris pintats amb ocre vermell dipositats en cavernes o abrics rocosos, són particularment notables (Massey, 1955). L'ús continu de l'átlatl al costat de l'arc i fletxa, va persistir fins a finals del segle xviii, molt temps després que molts pobles indígenes n'havien abandonat l'ús a Amèrica del Nord. Aquest tret ha estat interpretat com una expressió de l'excepcional grau d'aïllament de l'extrem sud de la península de Califòrnia (Massey 1961).
Harumi Fujita (2006) ha delineat el canvi de patrons en l'explotació de recursos marítims i els assentaments a la regió dels Caps durant l'època precolombina. D'acord amb Fujita, al voltant de l'any 1000 de la nostra era quatre grans centres d'importància socioeconòmica i cerimonial van sorgir als Caps: Cap San Lucas, Cap Pulmo, Airapí (La Paz) i Illa de l'Espíritu Santo.

### Història posterior a la Conquesta espanyola

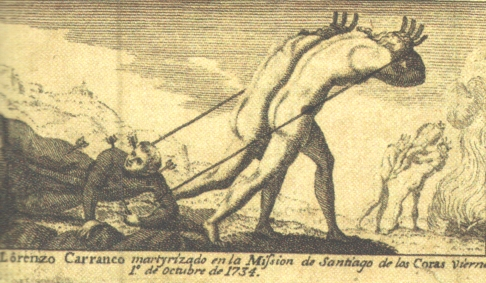
Martiri de Lorenzo Carranco, l'1 d'octubre de 1734, durant la rebel·lió dels pericúe a Añiñí.

Els primers contactes entre europeus i pericús es van donar en la dècada de 1530, quan Fortún Jiménez i altres amotinats d'una expedició enviada per Hernán Cortés -conqueridor del centre de Mèxic- van arribar a Airapí. Poc temps després ho va fer el mateix Cortés (Mathes 1973). Trobades esporàdiques -algunes vegades amistoses i altres, hostils- es van produir amb exploradors, missioners, els mariners dels galeons de Manila i cercadors de perles, tots ells entre els segles xvi i xviii.
Els jesuïtes van establir la seva primera missió evangelitzadora permanent a Conchó l'any 1697, però van trigar més de dues dècades a penetrar a la regió dels Caps. Les missions destinades al servei dels pericús van ser establertes a Airapí (1720), Añiñí (1724), i Añuití (1730). Un dramàtic revés per als jesuïtes va sobrevenir el 1734, quan va començar la rebel·lió dels pericús, que es va convertir en un dels més grans desafiaments per als missioners a la Califòrnia. Dos d'ells van ser assassinats -Lorenzo Carranco a Santiago Añiñí, l'1 d'octubre de 1734, i, dos dies més tard, Nicolás Tamaral a San José del Cabo Añuití-, i el control jesuïta a la regió va ser interromput per dos anys (Taraval 1931). Els pericús van patir encara més, no obstant això, a causa de les morts ocasionades pels combats contra els espanyols i els efectes de les epidèmies portades pels conqueridors d'Europa, cosa que va completar el seu extermini. A l'època en què la Corona d'Espanya va expulsar els jesuïtes de Baixa Califòrnia (1768), els pericús ja havien desaparegut com a poble i cultura, encara que una minoria dels seus descendents sobreviuen entre la població mestissa del sud de Baixa Califòrnia.

## Aspectes culturals

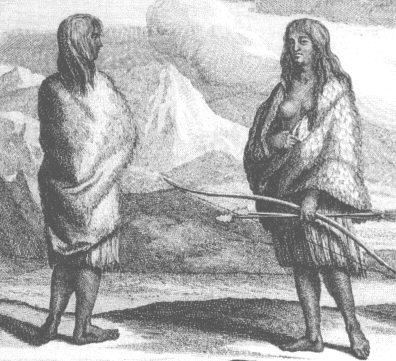
Dones califòrnies, amb els seus abillaments tradicionals: una faldills de metxes i a vegades una pell per cobrir el seu tors. Una d'elles porta arc i fletxes.

Els pericús són coneguts bàsicament pels relats dels primers visitants europeus. (Laylander 2000; Mathes 2006). Els més detallats d'aquests relats van ser escrits per expedicionaris anglesos que van estar algun temps a Cap San Lucas entre 1709 i 1710, i el 1721 (Andrews 1979).

### Cultura material
Es diu que els pericús eren molt bons navegants i pescadors. La base de la seva societat era l'explotació dels recursos marítims, i s'alimentaven d'ostres, peix i mamífers maríns. Els recursos de la terra incloïen el maguey, la pitahaya i el cérvol. Com que eren un poble caçador-recol·lector, no practicaven l'agricultura.

### Organització social
La divisió social del treball entre els pericús estava basada principalment en la distinció de gènere i edat. Van ser coneguts com monògams i polígams alhora. Les seves comunitats eren políticament independents. Les posicions de lideratge eren hereditàries i les dones podien accedir-hi. Pel que sembla, la guerra entre comunitats o amb altres grups ètnics era freqüent. Els conflictes amb els veïns guaicures eren crònics.

### Religió
Alguns fragments de la mitologia pericú van ser recollits al voltant de la dècada de 1730. Els xamans s'atribuïen poders sobrenaturals que els permetien guarir malalties. Els ritus funeraris eren particularment elaborats, com ho mostren els descobriments de Harumi Fujita a la badia de la Paz. En el jaciment anomenat El Conchalito, Fujita va trobar un enterrament on el personatge central sembla haver estat inhumat en dues etapes: una en morir, i una altra després d'una exhumació, quan estava en estat de descomposició. Després d'aquest acte, el cos va haver de ser tallat a l'altura de la vèrtebra lumbar. Els enterraments de la badia de la Paz contenen molt pocs objectes associats, entre els quals adorns corporals i eines.